# Genavelde tolhoren
De genavelde tolhoren (Steromphala umbilicalis, synoniem Gibbula umbilicalis) is een slakkensoort uit de familie van de Trochidae. De wetenschappelijke naam van de soort werd in 1779 voor het eerst geldig gepubliceerd door Emanuel Mendez da Costa als Trochus umbilicalis.

## Beschrijving
De genavelde tolhoren is een mariene huisjesslak met een kegelvormige horen met 5 tot 7 matig bolle windingen en een grote ronde navel (diepe opening aan de onderkant van de schelp). De 10 tot 22 mm grote schelp is dof grijsgeel van kleur met een tekening van brede diagonale roodpaarse lijnen en vlekken. De binnenzijde van de mondopening heeft een parelmoerkleur, die veelal goed zichtbaar is omdat de buitenlaag bij de topwinding afgesleten is.

## Verspreiding en leefgebied
Het verspreidingsgebied van de genavelde tolhoren loopt van het noorden van de Britse Eilanden tot de Atlantisch kust van Frankrijk, maar is grotendeels afwezig aan de Noordzeekust en het oostelijke deel van het Kanaal. Deze soort wordt aangetroffen vanaf de kustlijn tot in het sublitoraal op beschutte rotsachtige kusten en is tolerant ten opzichte van brak water.
Sedert de jaren 1970 komt deze soort als exoot voor in de Oosterschelde, waarvan vaststaat dat de eerste exemplaren daar terecht zijn gekomen middels geïmporteerde schelpdieren.